# Maestro Oltremontano

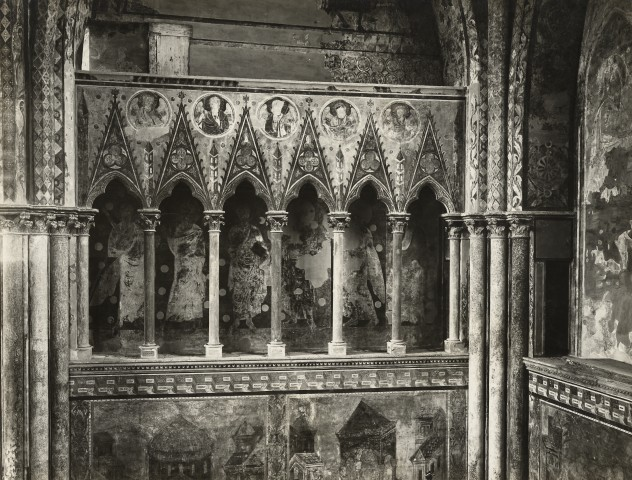
La loggetta di sinistra del transetto destro ad Assisi

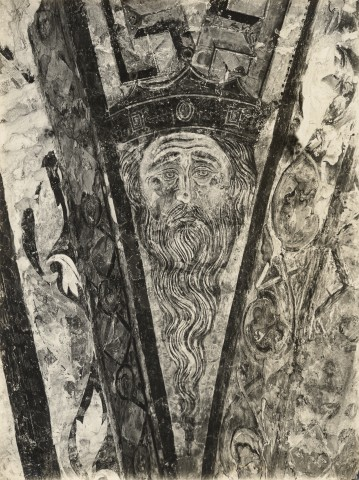
Mascherone

Maestro Oltremontano, o d'Oltralpe (fl. XIII secolo), è stato un pittore francese attivo nella basilica superiore di Assisi verso la fine del XIII secolo.

## Opere
Lavorò nel transetto destro della basilica superiore di Assisi più o meno contemporaneamente a Cimabue, occupandosi della parte superiore. Per il suo stile più spiccatamente gotico, forse francese o inglese, è stato in seguito chiamato dalla critica "Maestro Oltremontano". 
A lui sono attribuite i due lunettoni (Trasfigurazione e San Luca inginocchiato accanto a un trono), la loggetta sinistra (con busti di angeli entro clipei e grandi figure di santi e profeti a piena figura dietro le colonnine), e i paramenti decorativi (magari affidati a maestranze di bottega) presenti nei sott'archi dei lunettoni, della vetrata, e dei costoloni, con motivi vegetali e geometrici. Inoltre alcuni gli attribuiscono le fasce decorative della volta, in particolare i mascheroni vicini agli innesti sui pilastri, e i resti delle due grandi figure entro nicchie (Isaia e David) ai lati della vetrata alla testata del transetto, sormontate da due rosoni dipinti. 
La loggetta destra invece viene per lo più attribuita a un maestro romano. 
Si tratta di una decorazione grandiosa (sfortunatamente assai danneggiata), che riveste una particolare importanza non solo per la qualità in sé della pittura, ma soprattutto perché rappresenta un ponte tra la cultura gotica prettamente d'Oltralpe (francese, inglese e tedesca) e le scuole italiane attive ad Assisi, fiorentina e romana. In alcuni punti la pittura è infatti palesemente gotica (in un'epoca in cui questo stile in Italia avviava appena ad attecchire in architettura), in altri dimostra l'assimilazione di elementi della cultura romana (come nelle foglie d'acanto di sapore classico, inserite nei sottarchi della vetrata), in altri infine è improntata a modi esclusivamente romani, legati a un suo collaboratore e continuatore. 
Lo stesso Cimabue apparve interessati a questi goticismi, prendendovi spunto, soprattutto nei motivi della fasce decorative e in una certa ampiezza e scioltezza del disegno. C'è chi arriva a ipotizzare che in alcune zone del registro inferiore e dell'abside i due abbiamo possibilmente collaborato (Annuncio a Gioacchino e sua offerta, Angeli reggivaso alla base della Volta dei quattro Evangelisti, Crocifissione del transetto sinistro).

## Stile

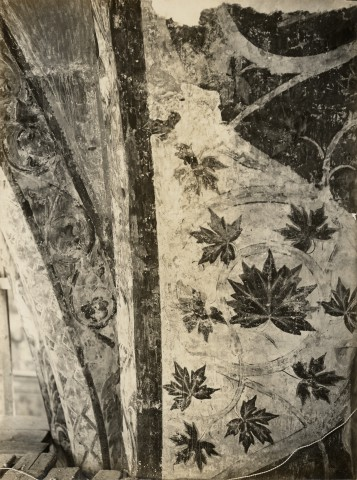
Motivo vegetale nel sottarco di un lunettone del transetto destro

Lo smaccato profilo gotico delle cuspidi e i piccoli pinnacoli disegnati sopra gli archetti trilobati della loggetta è di per sé un'evidente adesione alla cultura gotica. Particolare è in questi affreschi il dialogo che instaurano con i reali elementi architettonici, come le strutture architettoniche nelle quali sono inseriti i profeti che riprendono ampiamente l'intelaiatura della finestra. nelle loggette sono create una serie di nicchie dipinte, dietro ad una galleria di colonnine reali, talvolta con rapporti sfasati: una caratteristica usata prima solo nel Sancta Sanctorum di San Giovanni in Laterano (riscoperto a metà degli anni Novanta del XX Secolo), che potrebbe spiegare un soggiorno a Roma durante il quale si distinse e venne arruolato da Niccolò IV per la decorazione di Assisi.
L'idea di una pittura che non solo imita, ma si innesta modificando l'ambiente reale era quindi una novità in un luogo normalmente accessibile al pubblico, ed ebbe una vasta portata negli sviluppi futuri. 
Un'altra caratteristica del Maestro Oltremontano è che le sue figure sono inoltre molto lineari e con una ricerca verso l'individuazione fisionomica di ciascun personaggio raffigurato. Ciò è evidente nel modo in cui sono trattati i mascheroni alla base della volta, oppure le figure residue dei santi e dei profeti nella loggetta sinistra. Spunti dal mondo degli smalti francesi si colgono nei partiti decorativi, dove fogliaggi sono composti a spirali, mentre è debitrice della cultura classica la presenza dei decori a greca e a rombo, oltre alla presenza della foglia d'acanto.

## Storia critica
C'è chi ha negato l'esistenza del Maestro Oltremontano riferendo tutto a Cimabue e la sua bottega, sulla scorta delle indicazioni date da Vasari (Thode, Strzygowski, Berenson, Zeri). 
Fu Aubert per primo a riconoscere i modi decisamente gotici di questa porzione del transetto, legandoli allo stile delle vetrate (a cui parteciparono molto probabilmente artisti tedeschi e francesi). A lui seguì Coletti, che insistette sui nessi con la Sainte-Chapelle di Parigi, sul segno grafico marcato, sulla squillante cromia di questa parte degli affreschi (ori, rossi scuri, turchini...). Scrisse: «Lo stile è rigorosamente lineare; e ciò appare con migliore evidenza nelle parti figurate, dove i volumi risultano risolti in tanti piani schiacciati...»
Brandi, nel 1951, parlò di un pittore "transalpino" per la Trasfigurazione, senza tuttavia ipotizzarne alcuna nazionalità specifica. Tale questione appare di estrema difficoltà, sebbene alcuni studi abbiano colto alcuni punti di contatto con dettagli delle vetrate di gusto tedesco, o in affreschi all'estero, come quelli dell'abbazia di Nonnberg a Salisburgo, dove le figure avrebbero un disegno compatibile delle mani e una simile composizione dei volti.